# گاله ۲۰۹۷
سیارک ۲۰۹۷ (به انگلیسی: 2097 Galle، نامگذاری:1953PV) دو هزار و نود و هفتمین سیارک کشف شده‌است که در ۱۱ اوت ۱۹۵۳ و در هایدلبرگ کشف شد.
قدر مطلق سیارک برابر ۱۱٫۹۰ است.